# Maria Gräfnings
Maria Gräfnings, née le 29 octobre 1985, est une fondeuse suédoise. Elle est spécialiste des courses marathon, remportant le circuit Worldloppet Cup en 2019.

## Carrière
Membre du club de sa ville natale Falun, Gräfnings prend part à des compétitions officielles FIS à partir de la saison 2002-2003, puis aux Championnats du monde junior en 2004.
Elle a fait ses débuts dans la Coupe du monde en mars 2006 à Borlänge (43e du sprint). Aux Championnats du monde des moins de 23 ans en 2007, à Tarvisio, elle se classe sixième du sprint (finaliste).
En novembre 2012, après quatre ans d'absence dans l'élite, elle se classe 28e du dix kilomètres libre à Gällivare, ce qui lui vaut ses premiers points pour le classement général. Elle dispute le reste de la saison en Coupe du monde, mais ne maintient pas sa place pour les deux hivers suivants. La Suédoise retrouve l'équipe nationale pour la saison 2014-2015, lors de laquelle elle participe au Tour de ski, où son meilleur résultat d'étape est 19e. Deux semaines plus tard, elle signe son meilleur résultat 
individuel dans la Coupe du monde avec une seizième place au skiathlon de Rybinsk.
À partir d'ici, elle se consacre aux courses longue distance de la Worldloppet.
En 2019, elle remporte cinq courses dans la Worldloppet Cup et donc son classement général.

## Palmarès

### Coupe du monde
- Meilleur classement général : 80e en 2015.
- Meilleure performance dans une épreuve individuelle : 16e.

#### Classements par saison
| Saison / Épreuve | Saison / Épreuve | Général | Général | Distance | Distance | Sprint | Sprint |
| Saison / Épreuve | Saison / Épreuve | Class.  | Points  | Class.   | Points   | Class. | Points |
| ---------------- | ---------------- | ------- | ------- | -------- | -------- | ------ | ------ |
| 2013             | 2013             | 115e    | 3       | 84e      | 3        | -      | -      |
| 2015             | 2015             | 80e     | 42      | 48e      | 42       | -      | -      |

### Marathon de ski
- Gagnante de la Worldloppet Cup en 2019.
- 2e de la Worldloppet Cup en 2017 et 2018.

Ses victoires incluent :
- la Kangaroo Hoppet en 2012 et 2015.
- la Transjurassienne en 2017.
- le Fossavatn Ski Marathon en 2018.
- le Tartu Maraton en 2018 et 2019.
- la Vasaloppet China en 2019.
- la Dolomitenlauf en 2019.
- la Finlandia-hiihto en 2019.
- l'Ugra Ski Marathon en 2019.